# Мартин, Уильям (натуралист)

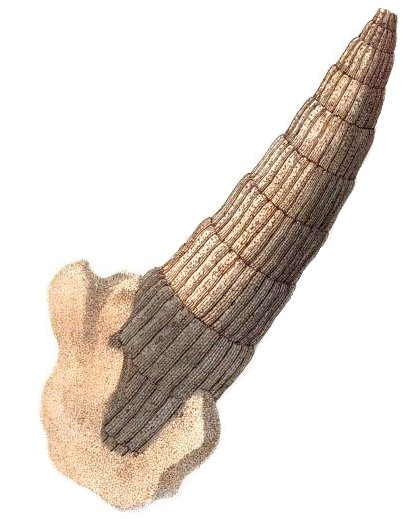
Четырёхлучевой коралл с иллюстрации Уильяма Мартина; первая цветная иллюстрация британских ископаемых

Уи́льям Ма́ртин (англ. William Martin) — английский натуралист и палеонтолог, который предположил, что наука должна использовать ископаемые в качестве доказательств в поддержку изучения естествознания. Мартин опубликовал первые цветные изображения ископаемых и первое научное исследование окаменелостей на английском языке.

## Биография
Мартин родился в Мэнсфилде в 1767 году. Его отец работал в трикотажном бизнесе, но уехал, чтобы стать актером в Ирландии со сценическим именем Иосиф Бут (Joseph Booth). Его отец был также изобретателем и портретистом; он умер в Лондоне в 1797 году. Отказавшаяся от Мартина мать, урождённая Маллатратт (Mallatratt), также была актрисой.
Ребёнком Марти появлялся на сцене, сначала, в возрасте пяти лет, как танцовщик, а затем — давая декламации. Для Мартина были организованы уроки черчения под наставничеством Джеймса Болтона в Галифаксе. С 1782 до 1785 годы он был в Дербишире с актерской труппой, когда встретил Уайта Уотсона, с которым он сотрудничал в работе по окаменелостям Дербишира. Его работа с окаменелостями и естествознанием в конечном итоге привела Мартина к избранию членом Лондонского Линнеевского общества. Как и Уотсон, Мартин был под влиянием работ дербиширского геолога Джона Уайтхёрста. Уайтхёрст опубликовал «исследование исходного состояния и формирования Земли» (An Inquiry into the Original State and Formation of the Earth) в 1778 году, в котором содержатся важные приложения, касающиеся «Общих замечаний по стратам Дербишира» (General Observations on the Strata in Derbyshire). Однако Авраам Миллс переключил Мартина от зоологии к палеотолонии где-то до 1789 года. Мартин опубликовал Figures and Descriptions of Petrifications collected in Derbyshire в 1793 году.

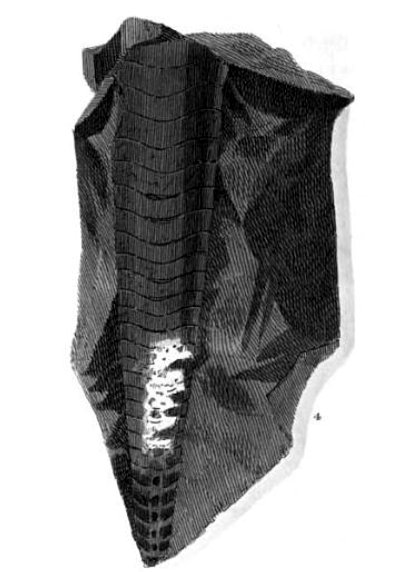
Предположительно, хвост крокодила в коллекции иллюстраций окаменелостей Мартина

Мартин работал с Уайтом Уотсоном для создания совместных публикаций, но партнерство не работало хорошо, так как Уотсон заявил, что не получает достаточный доход. Мартин позднее опубликовал некоторые работы Уотсона по окаменелостям, указывая только своё имя, но не Уотсона. У Мартина было шестеро детей с его «несчастной, но интересной» женой, которая, как и его родители, была на сцене, прежде чем был заключён её второй брак с Мартином в 1797 году. В 1798 году родился их сын Уильям Чарльз Линней Мартин. Ему дали имя Линней (Linnaeus) в честь интереса Мартина в классификации живых существ. Его сын написал множество книг по естествознанию, став научным сотрудником в Зоологическом обществе Лондона.
Мартин работал учителем сначала в Бертон-он-Тренте в 1798 году, потом в Бакстоне. Наконец, в 1805 году, он переехал в Макклесфилд, где преподавал в гимназии. Интерес Мартина к природе не уменьшится, и он посылал Джеймсу Сауэрби находки для иллюстрирования.
Мартин сделал несколько провинциальных постановок до 1809 года, и он владел четвертью доли в театре Бакстона. В 1809 году он опубликовал Petrifacta Derbiensia, которые он посвятил сэру Джозефу Банксу. Содержащиеся в Petrifacta Derbiensia иллюстрации впервые были выполнены в цвете, который помогал Мартину описывать ископаемые и каменноугольные известняки, которые он изучал в Дербишире. Идентификация была по-прежнему сомнительна. Четырёхлучевой коралл, приведённый на рисунке, считался неизвестным видом бамбука. Petrifacta Derbiensia содержит другое упоминание возможной ошибки: дядя Уайта Уотсона и работники шахты считали найденный кусок эшфордского чёрного мрамора кусочком хвоста небольшого крокодила, в то время как Мартин считал, что в его книге нет ничего, что могло бы быть такими останками.
В 1809 году Мартин опубликовал Outlines of an Attempt to establish a Knowledge of Extraneous Fossils on Scientific Principles. Это было первое научное исследование окаменелостей и палеонтологии на английском языке. Мартин встречался с Джоном Фареем для обсуждения возможности совместных усилий по созданию геологической карты Дербишира. Однако, планам помешал туберкулёз Мартина; в конце мая 1810 года он умер. Он был похоронен в Церкви Христа, завещав заботиться о коллекции своим детям и матери.
В честь Мартина был назван род Martinia и Lithostrotion martini. Работы Мартина и его биография описаны в секции минералов Музея и художественной галереи Дерби.